# Shinee World II (álbum)
The 2nd Concert Album "Shinee World II in Seoul" (promovido como The 2nd Concert Album 'SHINee WORLD Ⅱ in Seoul') é o segundo álbum ao vivo da boy band sul-coreana Shinee. Foi lançado em 2 de abril de 2014, sob o selo da SM Entertainment.

## Antecedentes
Em março de 2014, foi anunciado que o grupo lançaria seu segundo álbum ao vivo em 2 de abril de 2014. Foi gravado em 21 e 22 de julho de 2012 no Seoul Olympic Gymnastics Arena durante a turnê Shinee World II.
O álbum é composto por 29 canções incluindo ”Replay”, “Sherlock”, “Hello”, “To Your Heart”, “Always Love”, “Lucifer”, “Amigo” e “Juliette”. Também foi gravada a versão em coreano da faixa “Seesaw”, de seu primeiro álbum de estúdio em japonês, The First, como uma faixa bônus.

## Lista de faixas

### CD 1
| N.º | Título                                                  | Duração |  |
| 1.  | "Save 4 The Last"                                       | 1:05    |  |
| 2.  | "Lucifer" (SHINee WORLD 2 Ver.)                         | 5:34    |  |
| 3.  | "아.미.고 (Amigo)" (SHINee WORLD 2 Ver.)                | 3:40    |  |
| 4.  | "줄리엣 (Juliette)" (SHINee WORLD 2 Ver.)               | 4:07    |  |
| 5.  | "The SHINee World (Doo-Bop)" (SHINee WORLD 2 Ver.)      | 4:22    |  |
| 6.  | "Always Love" (SHINee WORLD 2 Ver.)                     | 4:05    |  |
| 7.  | "Hello"                                                 | 3:02    |  |
| 8.  | "누난 너무 예뻐 (Replay)"                               | 3:38    |  |
| 9.  | "I Won't Give Up" (solo de Onew)                        | 2:14    |  |
| 10. | "뜨거운 안녕 (Passionate Goodbye)" (solo de Onew)       | 2:49    |  |
| 11. | "Hair" (solo de Key)                                    | 1:54    |  |
| 12. | "Judas" (solo de Key)                                   | 2:41    |  |
| 13. | "Seesaw" (SHINee WORLD 2 Ver.) (Versão em coreano)      | 3:45    |  |
| 14. | "Sherlock.셜록 (Clue+Note)"                             | 3:56    |  |
| 15. | "산소 같은 너 (Love Like Oxygen)" (SHINee WORLD 2 Ver.) | 4:28    |  |

### CD 2
| N.º | Título                                           | Duração |  |
| 1.  | "The Reason"                                     | 4:16    |  |
| 2.  | "Amazing Grace"                                  | 3:39    |  |
| 3.  | "혜야 (Y Si Fuera Ella)" (solo de Jonghyun)      | 4:13    |  |
| 4.  | "A-Yo"                                           | 4:27    |  |
| 5.  | "Jo Jo"                                          | 3:34    |  |
| 6.  | "낯선자 (Stranger)"                              | 3:20    |  |
| 7.  | "Ready Or Not"                                   | 3:02    |  |
| 8.  | "Ring Ding Dong" (SHINee WORLD 2 Ver.)           | 5:21    |  |
| 9.  | "To Your Heart"                                  | 3:24    |  |
| 10. | "내가 사랑했던 이름 (The Name I Loved)"          | 4:42    |  |
| 11. | "Stand By Me"                                    | 4:01    |  |
| 12. | "보디가드 (Bodyguard)" (SHINee WORLD 2 Ver.)     | 3:17    |  |
| 13. | "Life"                                           | 4:42    |  |
| 14. | "Seesaw" (Versão em coreano) (Versão de estúdio) | 2:41    |  |

## Desempenho nas paradas
| País          | Gráfico                   | Posição |
| ------------- | ------------------------- | ------- |
| Coreia do Sul | Gaon Weekly album chart   | 5       |
| Coreia do Sul | Gaon Monthly album chart  | 8       |
| Coreia do Sul | Gaon Yearly Albums Chart  | —       |
| Japão         | Oricon Weekly album chart | 100     |

## Vendas e certificações
| Parada                | Quantidade |
| --------------------- | ---------- |
| Gaon physical sales   | 10,282+    |
| Oricon physical sales | 960+       |